# Elección presidencial de Haití de 2010-2011
Las elecciones presidenciales de 2010 en Haití se realizaron el domingo 28 de noviembre, luego de ser pospuestas por el grave terremoto que afectó a Puerto Príncipe el 12 de enero de 2010. Originalmente estaban programadas para el domingo 28 de febrero.
Los primeros resultados provisionales fueron catalogados de fraudulentos, desatando una crisis electoral y política, produciéndose grandes protestas por parte de los seguidores de Michel Martelly quien quedó en tercer lugar. La segunda vuelta fue aplazada indefinidamente.
El 28 de enero de 2011, el Consejo Electoral Provisional (CEP) fijó para el 2 de febrero el anuncio de los resultados definitivos de la primera vuelta, además anunció que la segunda vuelta se celebraría el domingo 20 de marzo de 2011.

## Antecedentes
Debido al terremoto de enero de 2010, la elección fue pospuesta indefinidamente; aunque el 28 de noviembre había sido decidida como la fecha para celebrar las elecciones presidencial y parlamentarias. Tras el terremoto, hubo preocupaciones de inestabilidad en el país, y las elecciones se produjeron en medio de la presión internacional sobre la inestabilidad en el país. La elección fue denominada en los medios de comunicación como una "sísmica". Esta sería la tercera elección democrática en la historia de Haití.

## Candidatos
La fecha límite para presentar candidaturas a las elecciones fue el 7 de agosto.
La lista de los candidatos a la presidencia iba a ser oficializada el 17 de agosto después de que el consejo electoral provisional (compuesto de nueve miembros) anunciara los criterios de elegibilidad. Sin embargo, la comisión electoral aplazó su decisión hasta el 19 de agosto debido a un desacuerdo sobre la ley electoral que estipula que los candidatos deben poseer un pasaporte haitiano y tener cinco años consecutivos de residencia en Haití, entre otros requisitos. Esto iba a afectar a Wyclef Jean, Jacques Edouard Alexis, y Leslie Voltaire.
La ausencia del partido Fanmi Lavalas (FL) fue notable debido a su apoyo popular. Peter Hallward explicó: "La lista final de candidatos de FL fue respaldada por el líder del partido (Jean Bertrand Aristide) por fax, pero en el último minuto el CEP inventó un nuevo requisito, sabiendo que el FL no estaría en condiciones de cumplirlo: Aristide, todavía exiliado en Sudáfrica y con prohibición de entrar a Haití, tendría que firmar la lista en persona."

### Wyclef Jean
El músico Wyclef Jean, quien dejó Haití para irse a Estados Unidos a los 9 años, dijo que calificaba para postular a la presidencia y se encontraba en Haití para iniciar el proceso legal con abogados y tienen sus huellas digitales tomadas por la policía judicial para presentarse en las elecciones presidenciales. Él, sin embargo, declaró que "Hay un montón de rumores de que me postulo para presidente. No he declarado eso. Si decidimos seguir adelante, estoy bastante seguro de que tendríamos todos los papeleos acordes." Agregó que después de discusiones con su familia que "iba a decidir sobre lo que vamos a hacer, ya que es un gran sacrificio." Sus asesores dijeron que anunciaría oficialmente su candidatura en CNN en Estados Unidos antes de regresar a Haití para participar en la carrera. Algunos analistas predijeron que la popularidad de Jean con los jóvenes de Haití podría ayudarlo a "ganar fácilmente las elecciones presidenciales si se aprobara su candidatura". El 5 de agosto fue registrado oficialmente como candidato por el partido Viv Ansanm ("Vivir Juntos") con el lema "Fas Fas una" ("Cara a Cara"). El jefe del partido, Daniel Jean Jacques, confirmó que Jean sería el candidato del partido a la presidencia. Jean habló de su nominación como "un momento en el tiempo y en la historia. Es muy emotivo. Estados Unidos tiene a Barack Obama y Haití tiene a Wyclef Jean". Le dijo a Wolf Blitzer de CNN que estaba en competencia, a pesar de las preguntas de Blitzer acerca de la ciudadanía y el pasaporte. También renunció a la presidencia de Yéle Haiti.
Fue criticado por Pras Michel, uno de sus antiguos compañeros de banda en los Fugees, por la decisión de postularse a la presidencia. Otros lo critican por su falta de experiencia política y una plataforma vaga sobre la cual se estaba presentando. En los Estados Unidos también fue criticado por Sean Penn y Win Butler (integrante de Arcade Fire), quien dijo "Técnicamente, [Wyclef Jean] no debe ser elegible porque no ha sido un residente de Haití. Y creo que él no habla francés y el no hablar fluido en criollo sería un tema muy importante en el intento de dirigir un gobierno realmente complejo, como el gobierno de Haití. Sería como si Arnold Schwarzenegger sólo hablara en austríaco y fuese elegido presidente de los Estados Unidos después de que Nueva York y Los Ángeles se hayan quemado hasta sus cimientos... Creo que es un gran músico y que realmente se preocupa por Haití apasionadamente. Realmente espero que lance su apoyo a alguien que sea muy competente y realmente elegible".
El 20 de agosto de 2010, fue considerado como no elegible como candidato a la presidencia y su candidatura fue rechazada por el Consejo Electoral de Haití. Mientras que él aceptó el fallo, muchos partidarios protestaron por la decisión. Él pidió a sus partidarios mantener la calma tras conocerse la sentencia. También respondió al decir que presentaría una apelación y que "[La clase política] está tratando de mantenernos fuera de la carrera." Sostuvo que no podía cumplir con la ley de manera estricta porque el presidente René Préval le había designado como embajador itinerante en 2007 y se le permitió viajar y vivir fuera del país.

### Lista definitiva de candidatos
Se suponía que habían sido 34 los candidatos en la carrera preliminar pero un sitio web político haitiano presentó una lista con 38.
- Charles Henry Baker, un prominente hombre de negocios en la industria del vestido. Era candidato por el Partido Respè.
- Jean Henry Ceant, un prominente notario y fundador de Aimer Haiti que operaba uno de los pocos hospitales después del terremoto del 12 de enero.
- Jacques-Édouard Alexis, dos veces ex primer ministro[9] que se vio obligado a dimitir a raíz de los disturbios por alimentos en 2008.
- Jude Célestin, director ejecutivo del equipo de gobierno para la construcción de carreteras, el Centro Nacional de Equipamiento, y miembro del partido Unidad (Inite) del presidente René Préval.[cita requerida]
- Eddy Delaleu, presidente, fundador y director ejecutivo de la ONG Operation Hope for Children of Haiti (Operación Esperanza para Niños de Haití) desde su creación en 1994.[21]
- Lavarice Gaudin, un aliado de Jean-Bertrand Aristide, activista en Miami y comentarista de radio.[cita requerida]
- Wilson Jeudi, alcalde de Delmas que organizó una relación de ciudades hermanas con el norte de Miami.[cita requerida]
- Chavannes Jeune, agente de desarrollo, ingeniero civil y evangelista que quedó en tercer lugar en la elección de 2006.
- Raymond Joseph, exembajador en los Estados Unidos y tío de Wyclef Jean.
- Mirlande Manigat, antigua líder de la oposición, profesora y ex primera dama.
- Michel Martelly, un músico compás y animador cuya letra se burló de la idea de la presidencia de Haití.[22]
- Yvon Neptune, arquitecto y exsenador que fue primer ministro durante la presidencia de Jean-Bertrand Aristide.
- Leslie Voltaire, un planificador urbano educado en Estados Unidos, exministro,[9] y enlace con el gobierno ante las Naciones Unidas.

Entre otros candidatos se incluyen Axan Abellard, Charles Voigt, Claire Lydie Parent, Dejean Belizaire, Duroseau Vilaire Cluny, Eric Charles, Francois Turnier, Garaudy Laguerre, Gary Guiteau, Genard Joseph, Gerard Blot, Guy Theodore, Jacques Philippe Eugene, Jean Bertin, Jean Hector Anacacis, Josette Bijou, Kesnel Dalmacy, Leon Jeune, Mario Eddy Rodríguez, Menelas Vilsaint, Olicier Pieriche, René Saint-Fort, Wilkens C. Gilles, Yves Christalin, Paul Arthur Fleurival.

## Campaña
El presidente René Préval dijo a la ONU: "Es importante que nos tomemos este difícil proceso como una conclusión, con rigor, igualdad y transparencia, condiciones esenciales para la consolidación de nuestra joven democracia. Por lo tanto, hago un llamamiento a todas las partes interesadas nacionales y nuestros amigos en el extranjero para que podemos cruzar con éxito esta encrucijada electoral juntos".
Dos asuntos importantes para responder por parte de los candidatos fueron la reconstrucción por el terremoto a principios de año y un brote de cólera a menos de dos meses antes de la elección, del cual se culpó a las Naciones Unidas por parte de muchos haitianos. La investigación independiente ha confirmado el origen del brote de cólera en las tropas nepalíes de la ONU, y un informe de la ONU en 2011 admitió dicha situación. La ONU afirma que el brote fue utilizado por "motivos políticos debido a las próximas elecciones", ya que el gobierno de Haití envió sus propias fuerzas para "proteger" a las fuerzas de paz.

## Encuestas
| Fecha                          | Mirlande Manigat (RDNP) | Charles-Henri Baker (Respè) | Jude Célestin (INITE) | Jeune Léon (KLE) | Michel Martelly (RP) |
| ------------------------------ | ----------------------- | --------------------------- | --------------------- | ---------------- | -------------------- |
| 2-oct-2010                     | 23,0%                   | 17,3%                       | 7,8%                  | -                | -                    |
| 14-nov-2010                    | 17,58%                  | 24,38%                      | -                     | 14,51%           | 14,10%               |
| 6/10-feb-2011 (segunda vuelta) | 38,9%                   | -                           | -                     | -                | 60,3%                |

## Elección

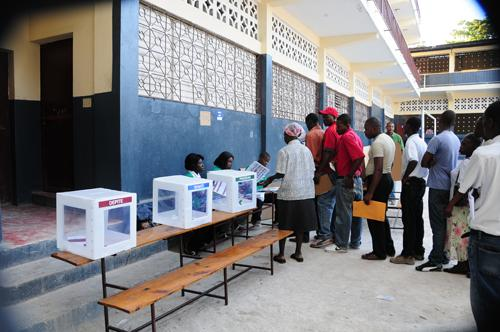
Haitianos votando en la elección de 2010.

En el día de la primera ronda de votaciones, Martelly y Manigat, así como la mayoría de los otros candidatos, denunciaron los resultados como no válidos para el mediodía, antes de que concluyeran las votaciones. Una notable excepción a esta denuncia era Jude Celestin.
Después de las protestas y las demandas de la oposición para celebrar elecciones en medio de una llamada parlamentaria de que podía mantenerse en su mandato más allá del 7 de febrero, el presidente René Préval emitió decretos ordenando al consejo provisional electoral del país para organizar las elecciones. Sin embargo, no se refirió a las llamadas para reemplazar al consejo antes de que se convocara a elecciones. A pesar de ello, la legitimidad constitucional y la imparcialidad del CEP fueron puestas en entredicho.
Algunos cuestionaron si Haití estaba dispuesto a celebrar elecciones tras el terremoto que dejó más de un millón de personas en campamentos improvisados y sin documentos de identidad. También había un temor de que la elección podría sumir al país en una crisis política debido a la falta de transparencia y un posible fraude.
Canadá también había presionado a Haití para celebrar elecciones conforme a lo estipulado en su Constitución. Quería un firme compromiso con la celebración de elecciones a finales del año ya que la oposición interna creció debido a la respuesta del actual presidente René Préval tras el terremoto.
Debido a las elecciones y la inestabilidad supuestamente aceptado, los servicios de seguridad haitianas recibieron un entrenamiento especial de las fuerzas extranjeras.
Las Naciones Unidas votaron a favor de extender el mandato de la MINUSTAH en medio de temores de inestabilidad. Esto fue recibido con manifestaciones en Puerto Príncipe con pancartas que decían "Abajo la ocupación", y la quema de la bandera de Brasil, dado que era el contingente más grande de la MINUSTAH. A pesar de meses de relativa calma después del terremoto, esto representaba un "coro de la oposición a René Préval, Presidente de Haití, y para las fuerzas de la ONU".
Debido al brote de cólera, se temía que la elección podría aplazarse. Sin embargo, el jefe de la MINUSTAH, Edmond Mulet, dijo que no debía retrasarse ya que ello podría dar lugar a un vacío político con problemas potenciales incalculables.
Después de una visita de la entonces Secretaria de Estado, Hillary Clinton, Manigat y Martelly acordaron aceptar los resultados de la primera ronda de votación.
Durante la primera ronda de votación, dos personas murieron en un tiroteo entre partidarios partidos rivales en Aquin, con varios heridos en actos de violencia en todo el país.

### Post-primera ronda
Se hicieron llamamientos para que Martelly fuera incluido en la segunda vuelta; sin embargo, él declaró que no iba a participar si Célestin también era candidato en la segunda vuelta. Se anunció un recuento el 10 de diciembre. Sin embargo, tanto Manigat como Martelly luego rechazaron el recuento propuesto, con sólo Célestin aceptándolo. Manigat y Martelly también criticaron la falta de procedimientos claros o un calendario.
A raíz de un acuerdo alcanzado a fines de diciembre de 2010 para examinar el proceso de conteo de votos y la re-votación en determinadas circunscripciones, la segunda vuelta fue pospuesta por lo menos hasta febrero de 2011. Pierre-Louis Opont, el director general del Consejo Electoral Provisional, dijo: "Va a ser materialmente imposible celebrar la segunda vuelta el 16 de enero. A partir de la fecha de la publicación de los resultados definitivos de la primera vuelta, vamos a necesitar al menos un mes para celebrar la segunda vuelta". También dijo que un informe de la Organización de los Estados Americanos y la finalización de la revisión de los resultados que habían sido impugnados se necesitarían primero.
El informe de la OEA propuso que Manigat y Martelly avanzaran a la segunda vuelta, cayendo Célestin de la segunda ronda. Sin embargo, el Consejo Electoral Provisional rechazó esa sugerencia el 19 de enero de 2011. Además, los investigadores mostraron que el informe de la OEA fue estadísticamente defectuoso e hizo la recomendación de eliminar a Celestin sin justificación aparente.
Se informó que Célestin podría abandonar la segunda vuelta por sí mismo, sin embargo, según lo declarado por un miembro de su partido el 25 de enero de 2011. La declaración de retiro oficial llegó el 26 de enero de 2011.
Baby Doc regresó a Haití el 16 de enero de 2011 en lo que fue visto como, posiblemente, mayor incertidumbre. La corrupción y cargos de robo fueron luego presentadas contra él. Jean-Bertrand Aristide regresó en marzo en medio de la preocupación por la estabilidad tanto por los 2 candidatos de la segunda vuelta. El rumor de su regreso dio lugar a varios miles de sus partidarios en Puerto Príncipe exigiendo que sin Aristide no debería haber una segunda vuelta electoral. La protesta incluso llegó tan lejos como Miami, donde aproximadamente 60 manifestantes se reunieron frente a las oficinas de The Miami Herald. Entonces se hicieron preguntas sobre el efecto que los expresidentes podrían tener en el proceso político.
Jude Celestin, apoyado por el gobierno de turno, también fue eliminado de la segunda vuelta como consecuencia de la presión internacional.
La campaña para la segunda vuelta de la elección presidencial comenzó oficialmente el jueves 17 de febrero. Mientras Mirlande Manigat discutió sus planes de futuro para Haití en un hotel con los periodistas, Martelly tomó las calles de Cap-Haitien, la segunda ciudad más grande de Haití, donde él y sus seguidores bailaron y cantaron en las calles. Martelly incluso llegó a hacer campaña en Miami, pues allí vive un gran número de haitianos expatriados.
El 17 de febrero, Wyclef Jean anunció su apoyo a Martelly en la segunda vuelta de la elección presidencial. Wyclef Jean también fue baleado y rozado por una bala el día antes de la segunda ronda de votación durante la campaña en favor de Martelly. Él fue herido y llevado a un hospital.
Durante la votación para la segunda vuelta algunos centros de votación no abrieron a tiempo, ya que carecían de los equipos y los documentos necesarios.
El presidente estadounidense Barack Obama le pidió al gobierno de Sudáfrica retrasar el intento del expresidente Jean-Bertrand Aristide para regresar a Haití, sin embargo, la petición fue rechazada por el propio Aristide.
En un informe de enero de 2011 del Centro para la Investigación Económica y Política concluyó que el 71,5% de la población haitiana elegible no votó en la primera vuelta de las elecciones el 28 de noviembre de 2010. Por otra parte, a partir de los votos restantes se consideraron 8,1% de votos inválidos, dejando sólo el 20,1% de los votos que fueron hacia alguno de los candidatos en la elección.

## Resultados
| Candidato | Partido                                                         | Primera vuelta | Primera vuelta | Segunda vuelta | Segunda vuelta |
| Candidato | Partido                                                         | Votos          | %              | Votos          | %              |
| --- | --------------------------------------------------------------- | -------------- | -------------- | -------------- | -------------- |
| Michel Martelly | Respuesta Campesina                                             | 234 617        | 21,84          | 716 986        | 67,57          |
| Mirlande Manigat | Agrupación de Demócratas Nacionales Progresistas                | 336 878        | 31,37          | 336 747        | 31,74          |
| Jude Célestin | Unidad                                                          | 241 462        | 22,48          |                |                |
| Jean-Henry Céant | Renmen Ayiti                                                    | 87 834         | 8,18           |                |                |
| Jacques-Édouard Alexis | Movilización por el Progreso de Haití                           | 32, 932        | 3,07           |                |                |
| Charles Henry Baker | Respeto                                                         | 25 512         | 2,38           |                |                |
| Jean Chavannes Jeune | Alianza de Ciudadanos Cristianos por la Reconstrucción de Haití | 19 348         | 1,80           |                |                |
| Yves Cristalin | Organización Lavni                                              | 17 133         | 1,60           |                |                |
| Leslie Voltaire | Ansanm Nou Fò                                                   | 16 199         | 1,51           |                |                |
| Anne Marie Josette Bijou | Independiente                                                   | 10 782         | 1,00           |                |                |
| Génard Joseph | Solidaridad                                                     | 9 164          | 0,85           |                |                |
| Wilson Jeudy | Fuerza 2010                                                     | 6 076          | 0,57           |                |                |
| Yvon Neptune | Ayisyen Pou Ayiti                                               | 4 217          | 0,39           |                |                |
| Jean Hector Anacacis | Movimiento Democrático de la Juventud Haitiana                  | 4 165          | 0,39           |                |                |
| Léon Jeune | Agrupación por la Liberación Económica                          | 3 738          | 0,35           |                |                |
| Axan Delson Abellard | Agrupación Nacional por el Desarrollo de Haití                  | 3 110          | 0,29           |                |                |
| Garaudy Laguerre | Movimiento Wozo                                                 | 2 802          | 0,26           |                |                |
| Gérard Marie Necker Blot | Platfom 16 Desanm                                               | 2 621          | 0,24           |                |                |
| Eric Smarki Charles | Partido por la Evolución Nacional Haitiana                      | 2 597          | 0,24           |                |                |
| Ningún candidato | Ningún candidato                                                | 12 869         | 1,20           | 7 356          | 0,69           |
| Total de votos (participación: 22.79%/22.52%)                                                                                  | Total de votos (participación: 22.79%/22.52%)                   | 1 074 056      | 100,00         | 1 061 089      | 100,00         |
| Votantes registrados | Votantes registrados                                            | 4 712 693      |                |                |                |
| Fuente: Adam Carr's Election Archive, Archivado el 16 de septiembre de 2015 en Wayback Machine., Consejo Electoral Provisional |                                                                 |                |                |                |                |